# Centetostoma centetes
Espèce
Synonymes
- Nemastoma centetes Simon, 1881

Centetostoma centetes est une espèce d'opilions dyspnois de la famille des Nemastomatidae.

## Distribution
Cette espèce est endémique des Alpes. Elle se rencontre en France en Provence-Alpes-Côte d'Azur dans les Alpes-Maritimes, les Alpes-de-Haute-Provence et les Hautes-Alpes et en Italie en Ligurie, au Piémont et dans la Vallée d'Aoste.

## Description
Le mâle syntype mesure 1 mm et les femelles de 1,2 à 1,5 mm.
Les mâles mesurent de 1,3 à 1,4 mm et les femelles de 1,2 à 1,4 mm.

## Systématique et taxinomie
Cette espèce a été décrite sous le protonyme Nemastoma centetes par Simon en 1881. Elle est placée dans le genre Centetostoma par Kratochvíl en 1958.

## Publication originale
- Simon, 1881 : « Arachnides nouveaux ou rares de la faune française. » Bulletin de la Société Zoologique de France, vol. 6, p. 82-91 (texte intégral).